# Vincenzo
Vincenzo er en sydkoreansk tv-drama/serie på 20 episoder. Hovedrollerne spilles af henholdsvis Song Joong-ki (Vincenzo Cassano/Park Joo-hyung), Jeon Yeo-been (Hong Cha-Young), Ok Taec-yeon (Jang Jun-woo/Jang Han-seok), Kim Yeo-jin (Choi Myung-hee) og Kwak Dong-yeon (Jang Han-seo).